# Raef LaFrentz
Raef Andrew LaFrentz (Hampton, Iowa, 29 de mayo de 1976) es un exjugador de baloncesto que jugó durante 10 temporadas en la NBA. Con 2,11 metros de altura, actuó como ala-pívot y ocasionalmente como pívot.

## Trayectoria deportiva

### Universidad
Jugó cuatro años con los Jayhawks de la Universidad de Kansas, donde coincidió con Paul Pierce. Allí promedió 15,8 puntos y 9,1 rebotes por partido. Fue elegido en sus dos últimas temporadas como Jugador del Año de la Big 12 Conference, y en esas dos mismas ocasiones elegido en el primer equipo All-American, algo que hasta entonces solamente habían logrado Tim Duncan y Shaquille O'Neal. Acabó siendo el segundo Jayhawk más anotador y reboteador de la historia de su universidad, en ambas ocasiones por detrás de Danny Manning.

#### Estadísticas
| Año     | Equipo | PJ  | PT  | MPP  | %TC  | %3P  | %TL  | RPP  | APP | ROB | TPP | PPP  |
| ------- | ------ | --- | --- | ---- | ---- | ---- | ---- | ---- | --- | --- | --- | ---- |
| 1994–95 | Kansas | 31  | 31  | 23.6 | .534 | .400 | .637 | 9.7  | 7.5 | .5  | .3  | 11.4 |
| 1995–96 | Kansas | 34  | 34  | 27.0 | .543 | .286 | .661 | 8.2  | .4  | .9  | .8  | 13.4 |
| 1996–97 | Kansas | 36  | 36  | 38.9 | .584 | .167 | .761 | 9.3  | .7  | .9  | 1.3 | 18.5 |
| 1997–98 | Kansas | 30  | 30  | 30.2 | .548 | .471 | .738 | 11.4 | 1.0 | .9  | 1.5 | 19.8 |
| Total   | Total  | 131 | 131 | 27.5 | .555 | .371 | .712 | 9.1  | 0.7 | 0.7 | 1.1 | 15.8 |

### Profesional
Fue seleccionado por los Denver Nuggets en la tercera posición del Draft de la NBA de 1998. 
El 21 de febrero de 2002 fue traspasado a los Dallas Mavericks junto con Nick Van Exel, Avery Johnson y Tariq Abdul-Wahad a cambio de Juwan Howard, Donnell Harvey, Tim Hardaway y la 1.ª ronda del draft del 2002. 
Fue traspasado a los Celtics el 20 de octubre de 2003 junto con Chris Mills, Jiri Welsch y una futura primera ronda de draft a cambio de Tony Delk y Antoine Walker.
El 28 de junio de 2006 es traspasado junto con su compañero Dan Dickau y la sexta elección del draft de 2006 a Portland Trail Blazers, a cambio del pívot Theo Ratliff y el base Sebastian Telfair.

### Selección nacional
Fue integrante del combinado absoluto estadounidense que participó en el Mundial de 2002 y que terminó en sexta posición.

### Entrenador
En 2020, se convirtió en asistente técnico del instituto Decorah High School en Decorah (Iowa).

## Estadísticas de su carrera en la NBA

### Temporada regular
| Año     | Equipo   | PJ  | PT  | MPP  | %TC  | %3P  | %TL  | RPP | APP | ROB | TPP | PPP  |
| ------- | -------- | --- | --- | ---- | ---- | ---- | ---- | --- | --- | --- | --- | ---- |
| 1998–99 | Denver   | 12  | 12  | 32.3 | .457 | .387 | .750 | 7.6 | .7  | .8  | 1.4 | 13.8 |
| 1999–00 | Denver   | 81  | 80  | 30.1 | .446 | .328 | .686 | 7.9 | 1.2 | .5  | 2.2 | 12.4 |
| 2000–01 | Denver   | 78  | 74  | 31.5 | .477 | .367 | .698 | 7.8 | 1.4 | .5  | 2.6 | 12.9 |
| 2001–02 | Denver   | 51  | 51  | 32.7 | .466 | .434 | .667 | 7.4 | 1.2 | .6  | 3.0 | 14.9 |
| 2001–02 | Dallas   | 27  | 25  | 29.1 | .437 | .305 | .761 | 7.4 | 1.1 | .9  | 2.2 | 10.8 |
| 2002–03 | Dallas   | 69  | 43  | 23.3 | .518 | .405 | .682 | 4.8 | .8  | .5  | 1.3 | 9.3  |
| 2003–04 | Boston   | 17  | 1   | 19.3 | .460 | .200 | .769 | 4.6 | 1.4 | .5  | .8  | 7.8  |
| 2004–05 | Boston   | 80  | 80  | 27.5 | .496 | .364 | .811 | 6.9 | 1.2 | .5  | 1.2 | 11.1 |
| 2005–06 | Boston   | 82  | 63  | 24.8 | .431 | .392 | .680 | 5.0 | 1.4 | .3  | .9  | 7.8  |
| 2006–07 | Portland | 27  | 9   | 13.0 | .382 | .087 | .769 | 2.6 | .3  | .3  | .4  | 3.7  |
| 2007–08 | Portland | 39  | 0   | 7.5  | .443 | .000 | .579 | 1.7 | .2  | .3  | .4  | 1.7  |
| Total   | Total    | 563 | 438 | 25.8 | .466 | .363 | .711 | 6.1 | 1.1 | .5  | 1.6 | 10.1 |

### Playoffs
| Año   | Equipo | PJ | PT | MPP  | %TC  | %3P  | %TL  | RPP | APP | ROB | TPP | PPP  |
| ----- | ------ | -- | -- | ---- | ---- | ---- | ---- | --- | --- | --- | --- | ---- |
| 2002  | Dallas | 8  | 8  | 30.6 | .500 | .333 | .545 | 7.6 | .6  | .2  | 2.8 | 11.3 |
| 2003  | Dallas | 20 | 16 | 24.6 | .433 | .200 | .842 | 4.4 | .3  | .6  | 2.2 | 8.0  |
| 2005  | Boston | 7  | 7  | 26.4 | .390 | .500 | .800 | 4.9 | 1.1 | .9  | 1.7 | 6.9  |
| Total | Total  | 35 | 31 | 26.3 | .446 | .297 | .750 | 5.2 | .5  | .5  | 2.2 | 8.5  |